# NGC 1526
NGC 1526 je galaksija u zviježđu Mreži.

## Vanjske poveznice
- SEDS: NGC 1526